# Birkenwäldchen (Görlitz)
Het Birkenwäldchen is een klein park in de wijk Rauschwalde van de Duitse stad Görlitz.
Rauschwalde werd in 1925 een woonwijk van de stad Görlitz, maar tussen Rauschwalde en de oostelijker gelegen wijk Südstadt bleef een landelijk gebied met bos, weilanden en akkers nog onbebouwd. Vanwege de naoorlogse woningnood werden er in de jaren 1950 ook in dit gebied woningen gebouwd. Een klein berkenbos (Birkenwäldchen) werd omgevormd tot een park met een waterpartij, weide en beplanting. Bij de ingang van het park is een met clematis begroeide pergola van zandsteen geplaatst.